# Libelj
Libelj je naselje v Občini Krško.